# Mankayan
Mankayan (Bayan ng Mankayan) är en kommun i Filippinerna. Kommunen ligger på ön Luzon, och tillhör provinsen Benguet. Folkmängden uppgår till 34 502 invånare.
Mankayan är indelat i 12 barangayer.